# 栗紫蛤
栗紫蛤（学名：Hiatula castanea），是帘蛤目紫云蛤科Hiatula属的一种。主要分布于中国大陆，常栖息在潮间带。